# 迪南区
迪南区（法語：Arrondissement de Dinan）是法国阿摩尔滨海省所辖的一个区。总面积984.9平方公里，总人口103462，人口密度105人/平方公里（2018年）。主要城镇为迪南。

## 辖区
迪南区辖有67个市镇。